# Sandrine Aubert
Sandrine Aubert nació el 6 de octubre de 1982 en Échirolles (Francia), es una esquiadora que tiene cuatro victorias en la Copa del Mundo de Esquí Alpino (con un total de cinco pódiums).

## Resultados

### Juegos Olímpicos de Invierno
- 2010 en Vancouver, Canadá
  - Eslalon: 5.ª
  - Combinada: 20.ª

### Campeonatos Mundiales
- 2007 en Åre, Suecia
  - Eslalon: 18.ª
  - Combinada: 23.ª
- 2009 en Val d'Isère, Francia
  - Combinada: 9.ª
  - Eslalon: 26.ª
- 2011 en Garmisch-Partenkirchen, Alemania
  - Eslalon: 25.ª
- 2013 en Schladming, Austria
  - Eslalon: 20.ª

### Copa del Mundo

#### Clasificación general Copa del Mundo
- 2005-2006: 97.ª
- 2006-2007: 81.ª
- 2007-2008: 34.ª
- 2008-2009: 19.ª
- 2009-2010: 14.ª
- 2010-2011: 58.ª
- 2011-2012: 79.ª

#### Clasificación por disciplinas (Top-10)
- 2007-2008:
  - Combinada: 4.ª
- 2008-2009:
  - Eslalon: 5.ª
- 2009-2010:
  - Eslalon: 4.ª

#### Victorias en la Copa del Mundo (4)

##### Eslalon (4)
| Fecha                   | Lugar        |
| ----------------------- | ------------ |
| 7 de marzo de 2009      | Ofterschwang |
| 13 de marzo de 2009     | Åre          |
| 13 de diciembre de 2009 | Åre          |
| 3 de enero de 2010      | Zagreb       |